# Russenorsk

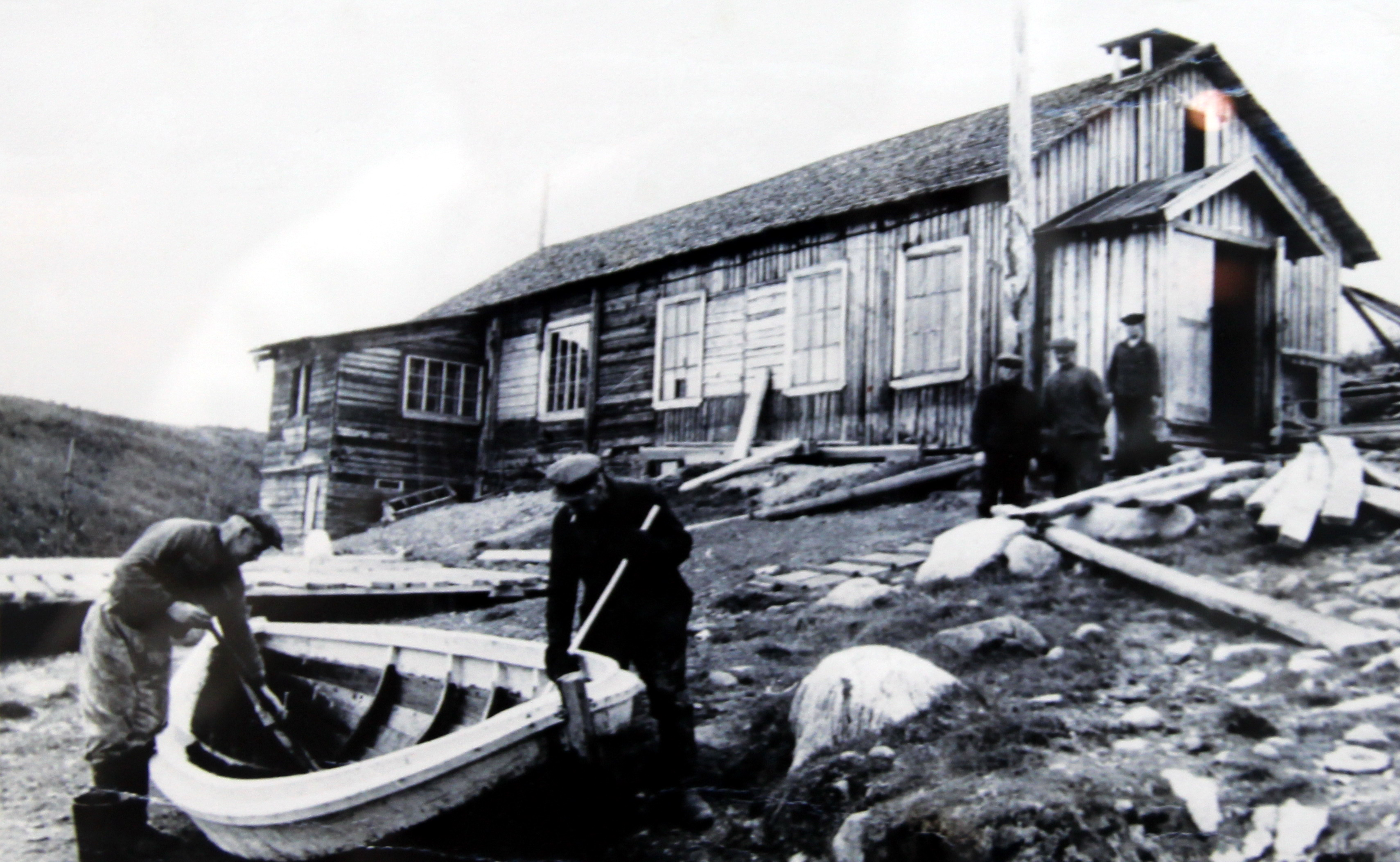
Els noruecs també van viure a la península russa de Kola a la primera meitat del.

El russenorsk és una llengua pidgin formada a partir d'elements russos i noruecs (d'aquí el seu nom) i que va sorgir al segle xviii com a via de comunicació comercial entre compradors russos i pescadors noruecs. Destaca entre altres pidgins per ser un pont entre llengües de la mateixa família i usada per una sola classe social, al contrari del que passa amb molt pidgins africans. La base gramatical prové del noruec, mentre que entre el vocabulari, bastant limitat a camps semàntics relacionats amb l'Àrtic, combina paraules de les dues llengües i préstecs d'altres idiomes. Posseeix sufixos flexius únics i una fonètica simplificada que elimina els sons no presents en alguna de les dues llengües mare.